# セアカジョウビタキ
セアカジョウビタキ（背赤尉鶲、学名：Phoenicurus erythronotus）とは、スズメ目ヒタキ科に分類される鳥類の一種である。

## 形態
全長14-17cmで、体重17-21gである。
嘴の長さは1-1.2cm。翼長はオスが8.1-9cm、メスが7.9-8.8cm。尾の長さは、オスが6.7-7.3cm、メスが6.4-8cmである。
オスは、頭頂部から後頭部にかけて灰色で、体下面と、背から上尾筒にかけては錆びた赤色である。翼は黒褐色で、大きな白色の斑点がある。
メスは、頭から体上面は褐色で、体下面は灰褐色である。翼にはオスより小さい白色の斑点がある。

## 分布
バイカル湖周辺のモンゴル北西部から、キルギス、タジキスタン北部までの地域で繁殖し、天山山脈南部からイラン南部、アラビア半島南東部までと、パキスタン北西部、インド北西部とネパールなどで越冬する。
日本では、2000年10月に、北海道の利尻島で一例、オス1羽が観察された記録がある。

## 生態
温帯の針葉樹林や低木地、農耕地に生息している。
主に昆虫を摂食している。
繁殖期は5月から7月で、石や根の下などに枝や、コケと草を編み、外径が10-12cmで内径は5-6cm、高さ9-11cm、深さ4-5cmの巣を作る。巣には、灰褐色の斑が入った薄緑の卵を、3個から6個産む。